# Tamás Bánusz
Dans le nom hongrois Bánusz Tamás, le nom de famille précède le prénom, mais cet article utilise l’ordre habituel en français Tamás Bánusz, où le prénom précède le nom.
Tamás Bánusz est un joueur d'échecs hongrois né le 8 avril 1989 à Mohács. 

## Biographie
Grand maître international depuis 2011, il a terminé trois fois deuxième du championnat de Hongrie (en 2012, 2016 et 2017) et a représenté la Hongrie lors du championnat d'Europe d'échecs des nations de 2013 (la Hongrie finit cinquième de la compétition).
Au 1er janvier 2018, il est le cinquième joueur hongrois et le 122e joueur mondial avec un classement Elo de 2 641 points.
Il a participé trois fois à la Coupe Mitropa, remportant la médaille d'or par équipe en 2006 et 2012 et la médaille d'or au deuxième échiquier en 2017.